# Anna Celińska
Anna Celińska, née Świerczek le 6 mars 1979 à Katowice, est une coureuse de fond polonaise spécialisée en course en montagne et skyrunning. Elle a remporté la médaille de bronze au Challenge mondial de course en montagne longue distance 2013 et a remporté quatorze titres de championne de Pologne en course en montagne et skyrunning.

## Biographie
Fille de l'ingénieur Tadeusz Świerczek, elle hérite à la fois de sa passion pour la course à pied et de la mécanique automobile. Entrant à l'école des hautes études commerciales de Varsovie, elle laisse tomber sa carrière sportive pour se consacrer exclusivement à ses études en économie. Ayant décroché son diplôme, elle suit les traces de son père et décroche un premier poste chez General Motors qui l'envoie en Russie. Elle postule ensuite chez Fiat et déménage à Turin pour y travailler au siège social. Elle se remet à la course à pied en 2007 et court son premier semi-marathon. Sans entraînement spécifique, elle le termine en 1 h 50 min 22 s. L'année suivante, elle rencontre son futur mari qui devient son entraîneur. Sous sa supervision, elle améliore ses performances et abaisse son record à moins d'une heure trente. En 2010, elle déménage à Bielsko-Biała et s'essaie à la course en montagne. Elle fait alors appel à la coureuse de fond Aniela Nikiel pour l'entraîner,.
Anna se révèle en 2011. Prenant part au Challenge mondial de course en montagne longue distance à Podbrdo, elle effectue un excellent début de course et pointe en seconde position à mi-course, derrière la Britannique Philippa Maddams. Perdant du terrain en seconde partie de course, elle se classe finalement sixième, le meilleur résultat d'une athlète polonaise en compétition mondiale de course en montagne après Izabela Zatorska. Le 23 juillet, elle prend part aux championnats de Pologne de course en montagne style alpin à Międzygórze. Au terme d'une lutte intense à cinq, elle parvient à prendre le meilleur sur Izabela Zatorska pour remporter son premier titre de championne Pologne de course en montagne.
Le 3 juin 2012, elle prend part à l'édition inaugurale des championnats de Pologne de skyrunning à Zakopane. Dominant la course, elle s'impose devant Dominika Wiśniewska et devient la première championne de Pologne de skyrunning.
Le 3 août 2013, elle prend le départ du marathon des Karkonosze qui accueille à la fois le Challenge mondial de course en montagne longue distance et les championnats de Pologne de course en montagne longue distance. Effectuant un bon début de course, elle pointe en quatrième position derrière le trio italien composé d'Ivana Iozzia, Antonella Confortola et Ornella Ferrara. En second partie de course, Ivana craque, n'arrivant plus à maintenir son rythme soutenu. Antonella reprend la tête et s'impose. Anna conserve sa place derrière Ornella et décroche la médaille de bronze. Meilleure Polonaise, elle remporte également le titre national,.
Anna aligne les succès nationaux en 2017, décrochant successivement les titres de championne de Pologne de course en montagne type anglo-saxon, type alpin et de skyrunning. Elle participe aux championnats d'Europe de course en montagne à Kamnik où elle se classe 21e puis décide de mettre un terme à sa carrière sportive.
Elle fait néanmoins son retour à la compétition en 2021 et remporte son huitième titre de championne de Pologne de course en montagne le 21 août en signant un nouveau record du parcours sur la course des monts Śnieżnik en 55 min 46 s.

## Palmarès

### Route
| Année | Compétition                            | Lieu     | Place | Épreuve       | Temps           |
| ----- | -------------------------------------- | -------- | ----- | ------------- | --------------- |
| 2010  | Marathon d'Oslo                        | Oslo     | 6e    | Marathon      | 2 h 57 min 7 s  |
| 2011  | Semi-marathon de Silésie               | Katowice | 1re   | Semi-marathon | 1 h 22 min 46 s |
| 2011  | Semi-marathon international de la Paix | Košice   | 1re   | Semi-marathon | 1 h 21 min 35 s |
| 2013  | Semi-marathon de Belgrade              | Belgrade | 2e    | Semi-marathon | 1 h 19 min 51 s |
| 2014  | Marathon de Dębno                      | Dębno    | 3e    | Marathon      | 2 h 53 min 17 s |
| 2014  | Semi-marathon de Riga                  | Riga     | 3e    | Semi-marathon | 1 h 20 min 15 s |
| 2014  | Semi-marathon de Bucarest              | Bucarest | 3e    | Semi-marathon | 1 h 23 min 55 s |

### Course en montagne
| no  | féminin            | Course                                                          | Longueur | Départ          | Temps           |
| --- | ------------------ | --------------------------------------------------------------- | -------- | --------------- | --------------- |
| 60e | 6e                 | Challenge mondial de course en montagne longue distance         | 37,5 km  | 18 juin 2011    | 4 h 24 min 40 s |
| 1re | Médaille d'or      | Championnats de Pologne de course en montagne style alpin       | 9,6 km   | 23 juillet 2011 | 58 min 30 s     |
| 44e | 6e                 | Marathon de Zermatt                                             | 42,2 km  | 7 juillet 2012  | 4 h 1 min 4 s   |
| 1re | Médaille d'or      | Championnats de Pologne de course en montagne style alpin       | 9,5 km   | 28 juillet 2013 | 55 min 53 s     |
| 35e | Médaille de bronze | Challenge mondial de course en montagne longue distance         | 41 km    | 3 août 2013     | 3 h 51 min 21 s |
| 1re | Médaille d'or      | Championnats de Pologne de course en montagne style alpin       | 9,5 km   | 26 juillet 2014 | 56 min 55 s     |
| 56e | 7e                 | Challenge mondial de course en montagne longue distance         | 21,4 km  | 16 août 2014    | 2 h 48 min 3 s  |
| 17e | Médaille d'or      | Championnats de Pologne de course en montagne longue distance   | 43,3 km  | 25 avril 2015   | 4 h 25 min 16 s |
| 1re | Médaille d'or      | Championnats de Pologne de course en montagne style alpin       | 9,5 km   | 30 juillet 2016 | 57 min 21 s     |
| 20e | Médaille d'or      | Championnats de Pologne de course en montagne style anglo-saxon | 10 km    | 9 avril 2017    | 56 min 49 s     |
| 17e | Médaille d'or      | Championnats de Pologne de course en montagne style alpin       | 9,7 km   | 21 mai 2017     | 55 min 58 s     |
| 9e  | Médaille d'or      | Championnats de Pologne de course en montagne style alpin       | 9,7 km   | 21 août 2021    | 55 min 46 s     |

### Skyrunning
| no   | féminin       | Course                                        | Longueur | Départ            | Temps           |
| ---- | ------------- | --------------------------------------------- | -------- | ----------------- | --------------- |
| 17e  | Médaille d'or | Championnats de Pologne de skyrunning         | 25,4 km  | 3 juin 2012       | 2 h 39 min 7 s  |
| 105e | 6e            | Championnats d'Europe de skyrunning - SkyRace | 22 km    | 21 juillet 2013   | 2 h 40 min 59 s |
| 18e  | Médaille d'or | Championnats de Pologne de skyrunning         | 32 km    | 4 juin 2016       | 3 h 29 min 47 s |
| 20e  | Médaille d'or | Championnats de Pologne de kilomètre vertical | 7,8 km   | 22 octobre 2016   | 58 min 27 s     |
| 14e  | Médaille d'or | Championnats de Pologne de skyrunning         | 32 km    | 3 juin 2017       | 3 h 24 min 48 s |
| 12e  | Médaille d'or | Championnats de Pologne de kilomètre vertical | 8,5 km   | 25 septembre 2021 | 57 min 20 s     |

## Records
| Épreuve       | Performance     | Date              | Lieu      |
| ------------- | --------------- | ----------------- | --------- |
| 5 kilomètres  | 17 min 20 s     | 18 septembre 2016 | Kleszczów |
| 10 kilomètres | 35 min 37 s     | 25 septembre 2016 | Moscou    |
| Semi-marathon | 1 h 19 min 51 s | 21 avril 2013     | Belgrade  |
| Marathon      | 2 h 53 min 17 s | 6 avril 2014      | Dębno     |